# 马尔舍瑟伊
马尔舍瑟伊（法語：Marcheseuil，法語發音：[maʁʃəzœj]）是法国科多尔省的一个市镇，位于该省西南部，属于博讷区。

## 地理
马尔舍瑟伊（47°8'39"N, 4°20'56"E）面积17.44 平方千米，位于法国勃艮第-弗朗什-孔泰大區科多尔省，该省份为法国中东部省份，北起奥布省，西接涅夫勒省和约讷省，南至索恩-卢瓦尔省，东南接汝拉省，东临上索恩省，东北部与上马恩省接壤。
与马尔舍瑟伊接壤的市镇（或旧市镇、城区）包括：迪扬塞、维扬日、武德奈、阿勒雷、巴尔勒雷居利耶、茹埃、马尼安、芒莱。
马尔舍瑟伊的时区为UTC+01:00、UTC+02:00（夏令时）。

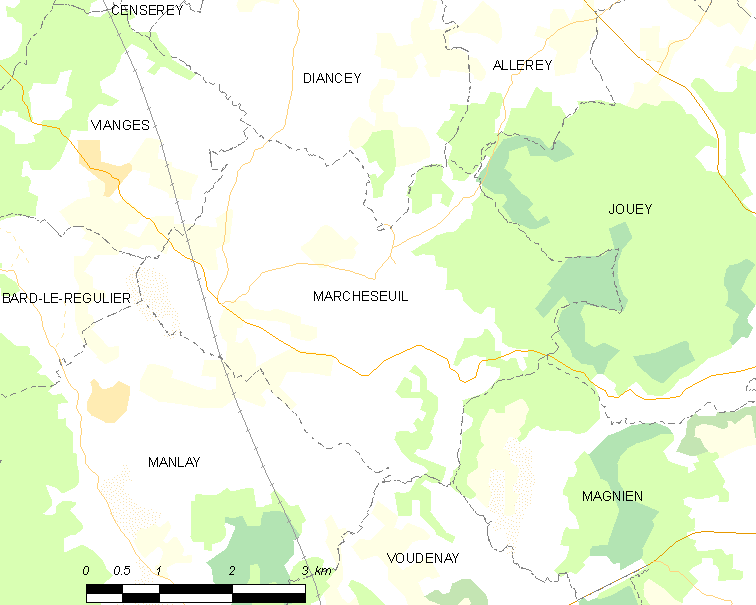
马尔舍瑟伊的OSM定位图

## 行政
马尔舍瑟伊的邮政编码为21430，INSEE市镇编码为21379。

## 政治
马尔舍瑟伊所属的省级选区为阿尔奈勒迪克县。

## 交通
科多尔省省道D11线、D17线和D115线在马尔舍瑟伊交汇，省道D11E线和D106线则经过东侧境内。

## 人口

1962-2008年间马尔舍瑟伊人口变化图示

马尔舍瑟伊于2022年1月1日时的人口数量为151人。